# Indovia exsculpta
Indovia exsculpta är en stekelart som beskrevs av André Seyrig 1952. Indovia exsculpta ingår i släktet Indovia och familjen brokparasitsteklar. Inga underarter finns listade i Catalogue of Life.